# 公子繻
郑伯繻（？—前581年），姬姓，名繻，是郑襄公之子，郑成公的庶兄，称公子繻。前582年秋，郑成公前去晋国进行外交活动，被晋国人以勾结楚国的罪过扣留。郑卿公孙申谋划改立国君，以便让晋国释放郑成公。次年三月，公子班立公子繻为君，一月后郑人杀死公子繻，立郑成公的儿子髡顽为君，公子班逃到许国。